# اللغة النوبية القديمة
النوبية القديمة (وتسمى أيضًا النوبية الوسطى أو النوبيين القديمة) هي لغة نوبية منقرضة، وثقت هذه اللغة في كتابات من القرن الثامن إلى القرن الخامس عشر الميلادي. وهي سلف للغة النوبية المعاصرة وترتبط ارتباطًا وثيقًا بـ الأنداندية واللغة الكنزية. تم استخدامها في جميع أنحاء مملكة المقرة، بما في ذلك أبرشية نوباتيا. يتم الحفاظ على اللغة في أكثر من مائة صفحة من الوثائق والنقوش، سواء دينية (عظات، صلوات، قصائد، ترانيم، كتابات)، أو تتعلق بالحياة الحكومية والخاصة (وثائق قانونية، رسائل)، مكتوبة باستخدام تكييف الأبجدية القبطية.
تعد اللغة النوبية، التي يتحدث بها سكان منطقة وادي النيل في جنوب مصر وشمال السودان، البالغ عددهم نحو 11 مليون نسمة، واحدة من أعرق اللغات الحامية المنتشرة في أفريقيا والسودان، فقد ظهرت في القرن الثالث قبل الميلاد، لكنها لم تكن أول لغة محلية تستخدم في هذه المنطقة، فقد سبقتها اللغة الفرعونية، ثم اللغة المروية التي حلت محل الفرعونية بعد انقطاع صلة سكان الوادي بمصر، وكانت تكتب بطريقتين، إحداهما عن طريق الصور (الهيروغليفية)، والثانية بواسطة الحروف (الديموطيقية)، وعددها 23 حرفاً منها 4 معتلة، و19 ساكنة.
وبحسب باحثين في تاريخ اللغة النوبية، فإن النوبية وفدت إلى منطقة وادي النيل بواسطة قبائل قدمت من شمال غربي أفريقيا عبر أقليم كردفان الواقع في غرب السودان، خلال فترة سقوط مملكة مروي، لتحل محل اللغة المروية التي لم يستطع أحد حتى الآن فك رموزها.
لكن في بدايتها كانت النوبية لغة تحدث فقط، ومع دخول المسيحية في القرن السادس الميلادي، وبروز الحاجة لترجمة نصوص الإنجيل، قام النوبيون باستخدام الحروف القبطية ذات الأصل اليوناني، لتدوين لغتهم النوبية بعد إضافة ثلاثة أحرف إليها، ليصبح عدد أحرفها 34 حرفاً. بالتالي أصبحت لغة تحدث وكتابة، وأداة للتواصل المعرفي بين الأجيال، فضلاً عن إسهامها في ترسية قواعد الحضارة والثقافة في هذه المنطقة من أدب وشعر وفن وغناء وقصص وروايات، وغيرها.